# Charles Hardwicke
Pour les articles homonymes, voir Charles et Hardwicke.
Le capitaine Charles Browne Hardwicke (2 août 1788 - 27 septembre 1880) fut un explorateur, et plus tard un fermier. Il est né à Market Deeping dans le Lincolnshire au Royaume-Uni.  Il s'établit à Launceston en Tasmanie en 1816. Il est surtout connu pour sa déclaration que la côte nord-ouest de la Tasmanie était "plutôt impénétrable et totalement inhabitable" ("quite impenetrable and totally uninhabitable").
La région de Devonport (Tasmanie) fut explorée par le Capitaine Charles Hardwicke en 1823